# Opodatkowanie jako forma niewolnictwa
Opodatkowanie jako forma niewolnictwa – koncepcja głosząca, że opodatkowanie jest wynikiem pozbawienia wolności społeczeństwa i ludzie są zmuszeni do pracy na rzecz rządu oraz jego beneficjentów, a nie tylko dla własnych korzyści.

## Zwolennicy
Jednymi ze zwolenników tej teorii są klasyczni anarchiści oraz libertarianie z Międzynarodowego Towarzystwa na rzecz Wolności Indywidualnej. Lew Tołstoj argumentował, że opodatkowanie pracy jest jedną w trzech faz ustroju niewolniczego obok „niewolnictwa ziemi” oraz „osobistego niewolnictwa”. Jako dowód, że ta teoria istnieje od wieków, dziennikarz Gail Buckley w swojej książce American Patriots napisał, że w oczach Brytyjczyków amerykańskie kolonie istniały tylko dla dobra ich kraju, natomiast Amerykanie postrzegali wszelkie rodzaje opodatkowania jako niewolnictwo.

## Argument Roberta Nozicka
Amerykański filozof Robert Nozick w swojej książce pod tytułem „Anarchia, państwo, utopia” napisał na temat opodatkowania: 

Opodatkowanie zapłaty za pracę stoi na równi z pracą przymusową. Niektórzy uważają tę tezę za prawdziwą w sposób oczywisty: zabieranie zapłaty za n godzin pracy przypomina zabieranie komuś n godzin pracy; jest niczym zmuszanie kogoś do pracy przez n godzin nie dla swoich celów.

## Argument Thomasa Rusticiego

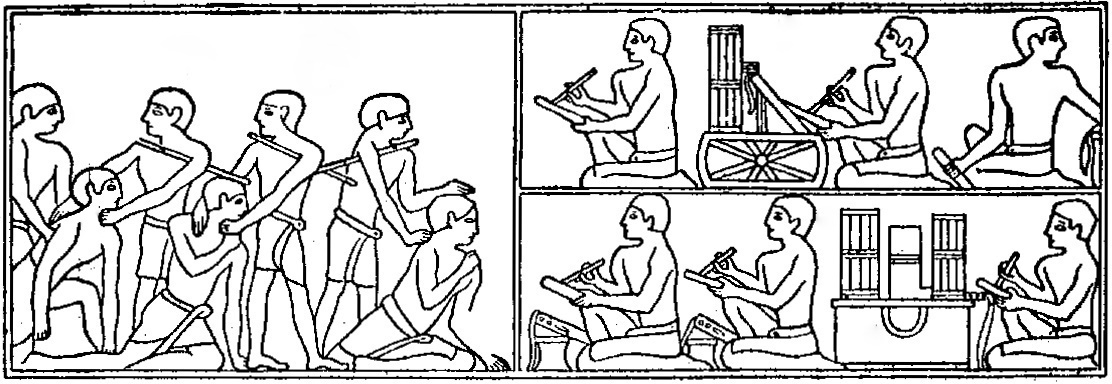
Egipscy chłopi pojmani za niepłacenie podatków za czasów Starego Państwa

Profesor Thomas Rustici z George Mason University zilustrował nakładanie podatków jako niewolnictwo w następujący sposób. Porównał on dwa przypadki utraty zarobionych pieniędzy. W pierwszym przypadku osoba A okrada osobę B z pięćdziesięciu dolarów. W drugim natomiast osoba A głosuje na polityka, który opodatkowuje B w celu redystrybucji pięćdziesięciu dolarów dla pozostającego w trudnej sytuacji życiowej A. Oba przykłady obejmują użycie siły, jednak drugi scenariusz jest według Rusticiego gorszy, ponieważ za pośrednictwem państwa, A jest upoważniony do wielokrotnego pobierania pieniędzy od innych osób, co czyni je de facto niewolnikami.

## Kontrargumenty
Przeciwnicy takowego poglądu podkreślają, iż różnica pomiędzy niewolnictwem a opodatkowaniem leży w umotywowaniu i skutkach – przeznaczeniu podatków na publiczne dobra, których opodatkowani są współwłaścicielami.

## Opodatkowanie jako kradzież
Zbliżoną koncepcją jest postrzeganie pobierania podatków jako kradzieży. Na jej poparcie przeprowadza się eksperyment myślowy dotyczący analogii pomiędzy demokratycznym umocowaniem systemu podatkowego a napadem przeprowadzonym przez gang. Eksperyment w jednej z wersji polega na zadaniu następujących pytań: „Czy kradzieżą jest przywłaszczenie samochodu przez pięciu ludzi?”, „Co jeśli gang dziesięciu osób zagłosuje czy zabrać samochód, pozwalając głosować również właścicielowi?”, „Co jeśli 1000 osób zagłosuje za zabraniem ofierze samochodu i oddaniu go potrzebującemu?”. Brak ostrej granicy prowadzi do konkluzji, iż każde opodatkowanie to kradzież.